# Хайнрих III фон Хандшухсхайм
Хайнрих III фон Хандшухсхайм (на немски: Heinrich III von Handschuchsheim; † сл. 1412; ок. 1418) е благородник от род Хандшухсхайм (днес част от Хайделберг).
Той е син на Хайнрих II фон Хандшухсхайм († 1376) и съпругата му Елза фон Верберг. Внук е на Дитер II фон Хандшухсхайм († ок. 1345) и Елза. Правнук е на Дитер I фон Хандшухсхайм († пр. 1316). Дядо му Дитер II фон Хандшухсхайм е от 1338 до 1345 г. дворцов майстер на крал Лудвиг Баварски.
Резиденцията на фамилията е замък „Тифбург“ в Хандшухсхайм в Хайделберг. Фамилията измира през 1600 г. с 16-годишния (Йохан V) Ханс фон Хандшухсхайм, който умира при дуел с братовчед му Фридрих III фон Хиршхорн. Замъкът „Тифбург“ отива през 1624 г. на „господарите фон Хелмщат“ за повече от три века.
Гробницата на рода е в църквата „Св. Фитус“ в Хандшухсхайм, където за запазени значими гробни паметници.

## Фамилия
Хайнрих III фон Хандшухсхайм се жени за Гела фон Захсенхаузен († сл. 1383), дъщеря на Рудолф II фон Праунхайм-Захсенхаузен, бургграф на Фридберг, майор на Франкфурт († 1371) и Кристина фон Мекенхайм († сл. 1395). Те имат две дъщери:
- Маргарета фон Хандшухсхайм († сл. 19 октомври 1472), омъжена I. пр. 1426 г. за Карл Бузер фон Вартенберг († 1418), II. пр. 3 април 1426 г. за Фридрих III фон Флекенщайн (* пр. 1400; † 2 юли 1431, Булгневил, Франция); Нейната дъщеря Маргарета Бузер фон Вартенберг († 1466) се омъжва пр. 1431 г. за Николаус фон Флекенщайн († 2 юли 1431, битка при Булгнéвиле), син от първия брак на Фридрих III фон Флекенщайн
- Елизабет фон Хандшухсхайм (* ок. 1382; † 1430), омъжена ок. 1410 г. за Випертус (Вайпрехт) II фон Хелмщат († 25 април 1421), господар на Оберьовисхайм и Хилспах, брат на Рабан фон Хелмщат († 1439), епископ на Шпайер (1396 – 1438) и архиепископ на Трир (1430 – 1439), син на рицар Випрехт I фон Хелмщат († 1408) и Анна фон Найперг (* ок. 1345; † 1415)